# رزیدنت ایول: افشاگری‌ها ۲
رزیدنت ایول: افشاگری‌ها ۲ (به انگلیسی: Resident Evil: Revelations 2) که در ژاپن با نام بایوهازارد: افشاگری‌ها ۲ شناخته می‌شود، یک بازی ویدئویی در سبک ترس و بقا و به صورت قسمت‌بندی شده از سری بازی‌های رزیدنت ایول است که توسط کپ‌کام توسعه یافته و از اوایل سال ۲۰۱۵ برای پلی‌استیشن ۳، پلی‌استیشن ۴، مایکروسافت ویندوز، ایکس‌باکس ۳۶۰، ایکس‌باکس وان و پلی‌استیشن ویتا منتشر شده است. اولین رونمایی از بازی در کنفرانس سونی در توکیو گیم شو، در سپتامبر ۲۰۱۴ آشکار شد. رخ‌دادهای این قسمت در بازه زمانی میان نسخه‌های رزیدنت ایول ۵ و رزیدنت ایول ۶ اتفاق می‌افتد و کلر ردفیلد به عنوان شخصیت اصلی در کنار مویرا بارتون، دختر بری بارتون حضور دارد.
این دومین عنوان در مجموعه تازه شکل گرفته افشاگری‌ها و پس از نسخه رزیدنت ایول: افشاگری‌ها در سال ۲۰۱۲ قرار دارد. خط داستان بازی دارای ۴ قسمت دنباله‌دار می‌باشد که اولین بخش آن در ۲۴ فوریه ۲۰۱۵ در آمریکای شمالی منتشر شد، و آخرین بخش نیز همراه با یک محتوای جایزه اضافی در ۱۸ مارس ۲۰۱۵ منتشر شده است، و در انتها یک نسخه کامل از بازی در دسترس قرار خواهد گرفت.